# XVI wiek
XV wiek <> XVII wiek
Lata 1500. • Lata 1510. • Lata 1520. • Lata 1530. • Lata 1540. • Lata 1550. • Lata 1560. • Lata 1570. • Lata 1580. • Lata 1590.
1501 1502 1503 1504 1505 1506 1507 1508 1509 1510 1511 1512 1513 1514 1515 1516 1517 1518 1519 1520 1521 1522 1523 1524 1525 1526 1527 1528 1529 1530 1531 1532 1533 1534 1535 1536 1537 1538 1539 1540 1541 1542 1543 1544 1545 1546 1547 1548 1549 1550 1551 1552 1553 1554 1555 1556 1557 1558 1559 1560 1561 1562 1563 1564 1565 1566 1567 1568 1569 1570 1571 1572 1573 1574 1575 1576 1577 1578 1579 1580 1581 1582 1583 1584 1585 1586 1587 1588 1589 1590 1591 1592 1593 1594 1595 1596 1597 1598 1599 1600
Począwszy od roku 1492, od odkrycia Ameryki przez Krzysztofa Kolumba, nastaje wiek wielkich odkryć geograficznych i europejskiego kolonializmu.

## Wydarzenia historyczne 1501-1510
- 1500–1503 – II wojna litewsko-rosyjska
- 1501 – Amerigo Vespucci odkrył Zatokę Wszystkich Świętych i zszedł na ląd na terenie dzisiejszego brazylijskiego miasta Salvador (1 listopada)
- 1502
  - Nakaz opuszczenia przez muzułmanów Hiszpanii
  - Upadek złotej Ordy
- 1503 – podczas swej 4. i ostatniej podróży do Nowego Świata Krzysztof Kolumb odkrył Kajmany (10 maja); nadał archipelagowi nazwę Las Tortugas od zaobserwowanych tam licznie żółwi morskich
- 1504 – Francja scedowała Neapol na rzecz Hiszpanii (31 stycznia)
- 1505 – konstytucja Nihil novi (30 maja)
- 1506 – Turcy osmańscy opanowali ziemie albańskie
- 1507–1508 – III wojna litewsko-rosyjska
- 1508 – Wojny włoskie: z inicjatywy papieża Juliusza II zawarto w Cambrai sojusz przeciwko Republice Weneckiej (10 grudnia)
- 1509 – trzęsienie ziemi i wywołane nim tsunami zabiły w Stambule około 10 tys. osób (10 września)
- 1510 – Portugalczycy założyli faktorię handlową w Goa (15 sierpnia)

## Wydarzenia historyczne 1511-1520
- 1511 – Albrecht Hohenzollern został koronowany na wielkiego mistrza krzyżackiego (6 lipca)
- 1512 – zwycięstwo Francuzów nad Hiszpanią i wojskami papieskimi pod Rawenną (11 kwietnia)
- 1512–1522 – I wojna polsko-rosyjska
- 1513
  - na przełomie marca i kwietnia pierwszy Europejczyk dociera do Ameryki Północnej (Hiszpan Ponce de Leon, Floryda)
  - 25–26 września – Vasco Núñez de Balboa, pierwszy Europejczyk, który przedostał się przez Nowy Świat i zobaczył Ocean Spokojny
  - Portugalczycy wylądowali/dopłynęli do wybrzeży Chin (Kanton)
- 1514 – założono miasto Santiago de Cuba (28 czerwca)
- 1515 – rozpoczął się Zjazd wiedeński (15 lipca)
- 1516 – Szwajcarzy i Francuzi podpisali tzw. Wieczny pokój (29 listopada)
- 1517
  - 95 tez Marcina Lutra – w Kościele chrześcijańskim dochodzi do schizmy, kiedy przez Europę przetacza się fala reformacji i będącej odpowiedzią na nią kontrreformacji (31 października)
  - pierwsze poselstwo portugalskie wyrusza do Chin
- 1518 – koronacja Bony Sforzy na królową Polski i jej zaślubiny z Zygmuntem I Starym w katedrze wawelskiej (18 kwietnia)
- 1519 – wystąpienie w Szwajcarii Ulryka Zwingliego
- 1519–1521 opanowanie przez Hernána Cortésa terytorium Meksyku i podbój państwa Azteckiego
- 1520 – wyprawa kierowana przez Ferdynanda Magellana wpłynęła na ocean, który Magellan nazwał później Morzem Spokojnym (28 listopada)

## Wydarzenia historyczne 1521-1530
- 1521 – Ferdynand Magellan odkrył Filipiny (16 marca)
- 1522 – Juan Sebastián Elcano, kapitan żaglowca Vittoria 6 września kończy pierwszy rejs dookoła świata (rozpoczęty przez Magellana w 1519)
- 1523 – koronacja Gustawa Wazy na króla Szwecji (6 czerwca). Ostateczny rozpad Unii kalmarskiej
- 1524–1525 Wojna chłopska w Niemczech
- 1525 – traktat krakowski (8 kwietnia) – hołd pruski (10 kwietnia) – sekularyzacja państwa zakonu krzyżackiego i powstanie Prus Książęcych jako księstwa lennego Polski
- 1526 – śmierć Ludwika II Jagiellończyka w bitwie pod Mohaczem (29 sierpnia)
- 1527
  - Szwecja przechodzi na luteranizm
  - złupienie Rzymu przez wojska Karola V (Sacco di Roma)
- 1528 – wyprawa Pánfilo de Narváeza dociera do Florydy
- 1529 – wydanie I statutu litewskiego
- 1530 – hiszpański król Karol V podpisał akt, na mocy którego Malta została przekazana zakonowi joannitów (23 marca)

## Wydarzenia historyczne 1531-1540
- 1531 – zawiązanie protestanckiego związku szmalkaldzkiego
- 1532–1533 – podbój Imperium Inków przez Francisca Pizarra
- 1533 – Francisco Pizarro w imieniu króla Hiszpanii ostatecznie złamał potęgę państwa Inków, zajmując ich stolicę Cuzco oraz zabijając ich ostatniego króla Atahualpę (15 listopada)
- 1534
  - akt supremacji w Anglii (16 marca)
  - powstanie zakonu Jezuitów (15 sierpnia)
- 1534–1537 – V wojna litewsko-moskiewska
- 1535 – hiszpański biskup Tomás de Berlanga odkrył wyspy Galapagos (10 marca)
- 1536 – Dania przechodzi na protestantyzm
- 1537 – wojna kokosza (lipiec)
- 1538 – w dzisiejszej stolicy Dominikany założono pierwszy uniwersytet na zachodniej półkuli – Universidad Autónoma de Santo Domingo (28 października)
- 1539 – Hiszpania zaanektowała Kubę (14 stycznia)
- 1540 – hiszpański oficer Francisco de Orellana odkrył i przepłynął Amazonkę z zachodu na wschód

## Wydarzenia historyczne 1541-1550
- 1541 – podział Węgier między Turcję i Habsburgów
- 1542 – Hiszpan Álvar Núñez Cabeza de Vaca jako pierwszy Europejczyk dotarł do wodospadów Iguaçu na granicy argentyńsko-brazylijskiej (31 stycznia)
- 1543 – Portugalczycy dopłynęli do Wysp Japońskich
- 1544 – założenie uniwersytetu luterańskiego w Królewcu
- 1545 – rozpoczął się Sobór trydencki (13 grudnia)
- 1546 – Hiszpania rozpoczęła podbój półwyspu Jukatan
- 1547 – zwycięstwo Anglików nad Szkotami w bitwie pod Pinkie Cleugh (10 września)
- 1548 – Interim augsburskie: pokój narzucony protestantom przez cesarza Karola V, zakończył pierwszą wojnę Szmalkaldzką (15 maja)
- 1549 – zostało założone miasto Salvador, pierwsza stolica Brazylii (29 marca)
- 1550 – założono Helsinki (12 czerwca)

## Wydarzenia historyczne 1551-1560
- 1551 – założono obecny Narodowy Uniwersytet Autonomiczny Meksyku (22 września)
- 1552 – na zamku w Chambord niemieccy książęta protestanccy i król Francji Henryk II Walezjusz zawarli układ skierowany przeciw cesarzowi Karolowi V Habsburgowi (15 stycznia)
- 1553 – Indianie z plemienia Araukanów rozgromili Hiszpanów w bitwie pod chilijskim Tupacel (25 grudnia)
- 1554 – w londyńskiej Tower z rozkazu Marii I stracono Jane Grey, zwaną „dziewięciodniową królową” (12 lutego)
- 1555 – zawarcie pokoju w Augsburgu (25 września). Abdykacja cesarza Karola V (1556). Podział monarchii habsburskiej
- 1556 – trzęsienie ziemi w chińskiej prowincji Shaanxi, które spowodowało śmierć około 830 tys. osób (23 stycznia). Wstrząsy wywołały odkształcenia terenu, także w sąsiednich prowincjach Chin
- 1557 – mistrz zakonu inflanckiego Wilhelm Fürstenberg podpisał traktat pozwolski, w którym zakon zobowiązywał się do sprzyjania Litwie (14 września)
- 1558–1570 – III wojna polsko-rosyjska o Inflanty (VI wojna litewsko-rosyjska)
- 1559 – w Cateau-Cambrésis zawarto pokój hiszpańsko-francuski i osobny pokój francusko-angielski (3 kwietnia). Zakończyło to wojnę o hegemonię w Europie między Walezjuszami a Habsburgami
- 1560 – Anglia i Szkocja podpisały Traktat Edynburski (6 lipca)

## Wydarzenia historyczne 1561-1570
- 1561 – Sekularyzacja inflanckiej gałęzi zakonu krzyżackiego (28 listopada)
- 1562 – biskup Jukatanu Diego de Landa spalił kilkadziesiąt zabytków pisma Majów i kilka tysięcy majańskich wizerunków sakralnych (12 lipca); do naszych czasów przetrwały zaledwie 4 kodeksy
- 1563 – podpisano w Kopenhadze sojusz polsko-duński na mocy którego oba państwa zobowiązały się wspólnie wystąpić przeciwko Szwecji i Rosji (5 października)
- 1564 – sprowadzenie Jezuitów do Polski
- 1565 – wyspa Cebu została pierwszą kolonią hiszpańską na Filipinach (27 kwietnia)
- 1566 – u wybrzeży Gotlandii sztorm zniszczył flotę duńsko-lubecką, powodując śmierć około 6 tys. marynarzy (28 lipca)
- 1567 – zostało założone Caracas (25 lipca)
- 1568 – został zawarty Pokój z Longjumeau kończący II francuską wojnę religijną (23 marca)
- 1569 – zawarcie unii lubelskiej (1 lipca)
- 1570 – Pokój w Szczecinie i zakończenie I wojny północnej (13 grudnia)

## Wydarzenia historyczne 1571-1580
- 1571 – Bitwa pod Lepanto (7 października)
- 1572 – Noc św. Bartłomieja (23/24 sierpnia)
- 1573 – Konfederacja Warszawska (28 stycznia)
- 1574 – ucieczka Henryka Walezego z Polski (18/19 czerwca)
- 1575 – założono Uniwersytet w Lejdzie (8 lutego)
- 1576–1577 – Wojna Rzeczypospolitej z Gdańskiem
- 1577–1582 – IV wojna polsko-rosyjska zakończona rozejmem w Jamie Zapolskim
- 1578 – król Henryk III ustanowił Order Ducha Świętego, najwyższe odznaczenie w królestwie Francji (31 grudnia)
- 1579 – południowe prowincje Niderlandów podpisały traktat arraski (6 stycznia)
- 1580 – galeon Złota Łania, flagowy okręt Francisa Drake’a, zawinęła do portu Plymouth, kończąc podróż dookoła świata (26 września)

## Wydarzenia historyczne 1581-1590
- 1581 – ogłoszono niepodległość konfederacji północnych prowincji Niderlandów od Hiszpanii (26 lipca)
- 1582 – papież Grzegorz XIII wydał bullę Inter gravissimas wprowadzającą kalendarz gregoriański (24 lutego)
- 1583 – sir Humphrey Gilbert oficjalnie ogłosił Nową Fundlandię kolonią angielską, pierwszą na kontynencie północnoamerykańskim (5 sierpnia)
- 1584 – zakończono budowę pałacu Escorial pod Madrytem (13 września)
- 1585 – francuska Liga Katolicka zawarła traktat sojuszniczy z Hiszpanią (2 stycznia)
- 1586 – został założony Tiumeń, pierwsze rosyjskie miasto na Syberii (29 lipca)
- 1587 – Francis Drake zniszczył flotę hiszpańską w Kadyksie, opóźniając w ten sposób przygotowania Hiszpanii do inwazji na Anglię (19 kwietnia)
- 1588 – klęska Wielkiej Armady (8 sierpnia)
- 1589 – król Francji i były król Polski Henryk III Walezy został śmiertelnie zraniony nożem przez dominikanina Jacques’a Clémenta (1 sierpnia)
- 1590 – trzęsienie ziemi o sile 6,0° w skali Richtera w Wiedniu i Dolnej Austrii (15 września)

## Wydarzenia historyczne 1591-1600
- 1591 – 101 piwowarów z Hamburga podpisało pierwsze w świecie ubezpieczenie majątkowe (3 grudnia)
- 1592 – wybór Hipolit Aldobrandini na papieża, przyjął imię Klemens VIII (30 stycznia)
- 1593 – Habsburgowie pokonali Turków w bitwie pod Sziszakiem (22 czerwca)
- 1594 – w katedrze w Uppsali król Polski Zygmunt III Waza został koronowany na króla Szwecji (19 lutego)
- 1595 – hiszpański żeglarz Álvaro de Mendaña de Neyra odkrył wyspy Markizy (21 lipca)
- 1596 – Unia brzeska
- 1597 – Irlandzka wojna dziewięcioletnia: bitwa pod Carrickfergus (4 listopada)
- 1598 – (karnawał) powstanie opery – w pałacu Jacopa Corsiego we Florencji Jacopo Peri wystawił swoją favola drammatica z tekstem Ottavia Rinucciniego – Dafne
- 1598 – Edykt nantejski (13 kwietnia)
- 1599 – książę Wirtembergii Fryderyk I założył miasto Freudenstadt (22 marca)
- 1599/1600 – powstała Brytyjska Kompania Wschodnioindyjska
- 1600 – na rzymskim placu Campo di Fiori na stosie spłonął skazany przez inkwizycję Giordano Bruno (17 lutego)

## Władcy Angliiw XVI wieku
| #  | Imię              |  | Urodzony                           | Zmarł                                | Czas rządów | Rodzice |
| -- | ----------------- |  | ---------------------------------- | ------------------------------------ | ----------- | --- |
| 43 | Henryk VII        |  | 28 stycznia 1457 Pembroke          | 21 kwietnia 1509 Richmond            | 1485-1509   | Edmund Tudor (ok. 1430-1456), 1 hrabia Richmond Małgorzata Beaufort (1443-1509), c. Jan Beauforta, 1 księcia Somerset |
| 44 | Henryk VIII       |  | 28 czerwca 1491 Greenwich          | 28 stycznia 1547 Whitehall           | 1509-1547   | Henryk VII Tudor (1457-1509), król Anglii Elżbieta (1466-1503), c. Edwarda IV                                         |
| 45 | Edward VI         |  | 12 października 1537 Hampton Court | 6 lipca 1553 Greenwich               | 1547-1553   | Henryk VIII Tudor (1491-1547), król Anglii Jane Seymour (1507-1537), c. sir. Johna Seymoura                           |
| 46 | Joanna Grey       |  | 12 października 1537               | 12 lutego 1554 Tower                 | 1553        | Henry Grey (ok. 1515-1554), 1 książę Suffolk Frances Brandon (1517-1559), c. Charles Brandona, 1 ks. Suffolk          |
| 47 | Maria I Krwawa    |  | 18 lutego 1516 Greenwich           | 17 listopada 1558 St. James’s Palace | 1553-1558   | Henryk VIII Tudor (1491-1547), król Anglii Katarzyna (1485-1536), c. Ferdynanda II Katolickiego, króla Aragonii       |
| 48 | Elżbieta I Wielka |  | 7 września 1533 Greenwich          | 24 marca 1603 Richmond               | 1558-1603   | Henryk VIII Tudor (1491-1547), król Anglii Anna Boleyn (1501-1536), c. Tomasza Boleyna, 1 hrabiego Wiltshire          |

## Władcy Francjiw XVI wieku
| #  | Imię             |  | Urodzony                              | Zmarł                                | Czas rządów | Rodzice |
| -- | ---------------- |  | ------------------------------------- | ------------------------------------ | ----------- | --- |
| 39 | Ludwik XII       |  | 27 czerwca 1462 Chateau de Blois      | 1 stycznia 1515 Paryż                | 1498-1515   | Karol de Valois (1394-1465), książę Orleanu Maria von Kleve, c. Adolfa I, księcia Kleve                                    |
| 40 | Franciszek I     |  | 12 września 1494 Cognac               | 31 lipca 1547 Chateau de Rambouillet | 1515-1547   | Karol de Valois (1459-1496), hrabia Angoulême Ludwika (1476-1531), c. Filipa II, księcia Sabaudii                          |
| 41 | Henryk II        |  | 31 marca 1519 Saint-Germain-en-Laye   | 10 lipca 1559 Paryż                  | 1547-1559   | Franciszek I (1494-1547), król Francji Klaudia de Valois (1499-1524), c. Ludwika XII, króla Francji                        |
| 42 | Franciszek II    |  | 19 stycznia 1544 Fontainebleau        | 5 grudnia 1560 Orlean                | 1559-1560   | Henryk II (1519-1559), król Francji Katarzyna Medycejska (1519-1589), c. Wawrzyńca II Medyceusza, księcia Urbino           |
| 43 | Karol IX         |  | 27 czerwca 1550 Saint-Germain-en-Laye | 30 maja 1574 Vincennes               | 1560-1574   | Henryk II (1519-1559), król Francji Katarzyna Medycejska (1519-1589), c. Wawrzyńca II Medyceusza, księcia Urbino           |
| 44 | Henryk III       |  | 19 września 1551 Fontainebleau        | 2 sierpnia 1589 Saint-Cloud          | 1574-1589   | Henryk II (1519-1559), król Francji Katarzyna Medycejska (1519-1589), c. Wawrzyńca II Medyceusza, księcia Urbino           |
| 45 | Henryk IV Wielki |  | 13 grudnia 1553 Pau                   | 14 maja 1610 Paryż                   | 1589-1610   | Antoni de Bourbon (1518-1562), król Nawarry Joanna III d’Albert (1528-1572), królowa Nawarry, c. Henryka II, króla Nawarry |

## Święte Cesarstwo Rzymskie
| #  | Imię           |  | Urodzony                      | Zmarł                           | Czas rządów | Rodzice |
| -- | -------------- |  | ----------------------------- | ------------------------------- | ----------- | --- |
| 39 | Maksymilian I  |  | 22 marca 1459 Wiener Neustadt | 12 stycznia 1519 Wels           | 1493-1519   | Fryderyk III Habsburg (1415-1493), cesarz rzymski Eleonora d’Aviz (1434-1467), c. Edwarda I, króla Portugalii                        |
| 40 | Karol V        |  | 24 lutego 1500 Gent           | 21 września 1558 Yuste          | 1519-1556   | Filip I Piękny (1478-1506), król Kastylii Joanna Szalona (1479-1555), c. Ferdynanda II Katolickiego, króla Aragonii                  |
| 41 | Ferdynand I    |  | 10 marca 1503 Madryt          | 25 lipca 1564 Wiedeń            | 1556-1564   | Filip I Piękny (1478-1506), król Kastylii Joanna Szalona (1479-1555), c. Ferdynanda II Katolickiego, króla Aragonii                  |
| 42 | Maksymilian II |  | 31 lipca 1527 Wiedeń          | 12 października 1576 Regensburg | 1564-1576   | Ferdynand I Habsburg (1503-1564), cesarz rzymski Anna Jagiellonka (1503–1547), c. Władysława II Jagiellończyka, króla Czech i Węgier |
| 43 | Rudolf II      |  | 18 lipca 1552 Wiedeń          | 20 stycznia 1612 Praga          | 1576-1612   | Maksymilian II Habsburg (1527-1576), cesarz rzymski Maria Habsburg (1528-1603), c. Karola V, cesarza rzymskiego                      |

## Władcy Polskiw XVI wieku
| Okres panowania               | Imię władcy              | Portret władcy | Rodzice                                         | Data urodzin         | Data śmierci     | Data koronacji                   | Wybrany równolegle | Informacje dodatkowe |
| ----------------------------- | ------------------------ | -------------- | ----------------------------------------------- | -------------------- | ---------------- | -------------------------------- | --- | --- |
| 1492-1501                     | Jan I Olbracht           |                | Kazimierz IV Jagiellończyk, Elżbieta Rakuszanka | 27 grudnia 1459      | 17 czerwca 1501  | 23 września 1492                 | | |
| 1501-1506                     | Aleksander Jagiellończyk |                | Kazimierz IV Jagiellończyk, Elżbieta Rakuszanka | 5 sierpnia 1461      | 19 sierpnia 1506 | 12 grudnia 1501                  | Wielki książę litewski 1492-1506. | |
| 1506-1548                     | Zygmunt I Stary          |                | Kazimierz IV Jagiellończyk, Elżbieta Rakuszanka | 1 stycznia 1467      | 1 kwietnia 1548  | 24 stycznia 1507                 | Wielki książę litewski 1506-1548. | |
| 1548-1572                     | Zygmunt II August        |                | Zygmunt I Stary, Bona Sforza                    | 1 sierpnia 1520      | 7 lipca 1572     | 20 lutego 1530                   | Wielki książę litewski. Koregent Zygmunta I na tronie litewskim od 1529 roku oraz w królestwie Polskim od koronacji w 1530 roku (vivente rege). Władzę przejął po śmierci Zygmunta I Starego w 1548 roku. | |
| 1573–1575                     | Henryk Walezy            |                | Henryk II Walezjusz, Katarzyna Medycejska       | 19 września 1551     | 2 sierpnia 1589  | 11 maja 1573 21 lutego 1574      | | Walezjusze (linia boczna Kapetyngów) Król Francji 1574-1589.                                                                                     |
| 1575–1586 (Formalnie do 1596) | Anna Jagiellonka         |                | Zygmunt I Stary, Bona Sforza                    | 18 października 1523 | 9 września 1596  | 13 grudnia 1575 1 maja 1576      | Maksymilian II Habsburg | Jagiellonowie Współrządziła z mężem (Stefanem Batorym), po jego śmierci i koronacji jej siostrzeńca (Zygmunta III) wpływała na politykę państwa. |
| 1576–1586                     | Stefan Batory            |                | Stefan Batory, Katarzyna Telegdi                | 27 września 1533     | 12 grudnia 1586  | 15 grudnia 1575 1 maja 1576      | | Batory Książę Siedmiogrodu 1571-1586. |
| 1587–1632                     | Zygmunt III Waza         |                | Jan III Waza, Katarzyna Jagiellonka             | 20 czerwca 1566      | 30 kwietnia 1632 | 19 sierpnia 1587 27 grudnia 1587 | Maksymilian III Habsburg | Wazowie Król Szwecji 1592-1599. |

## A

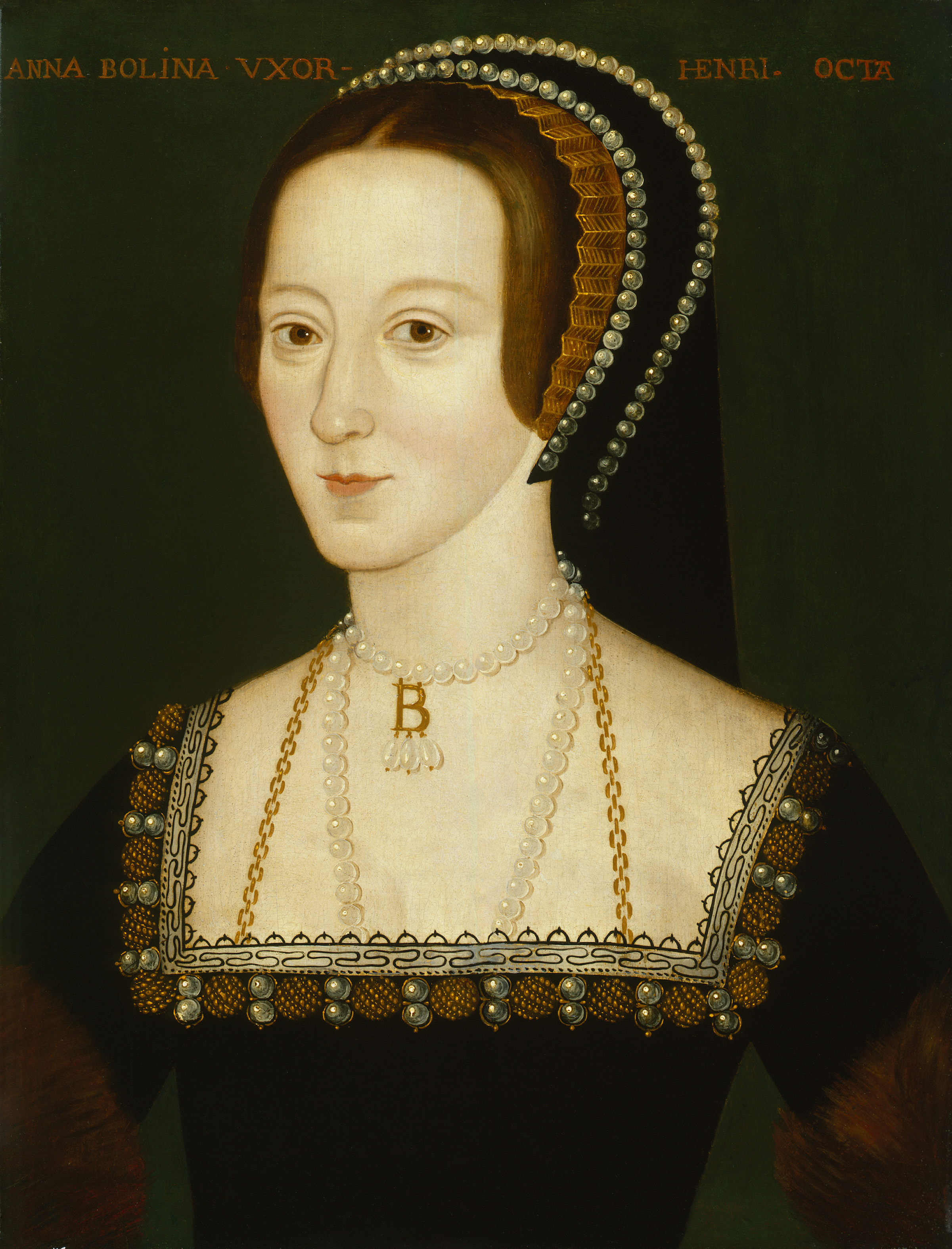
Anna Boleyn

- Martin Agricola – niemiecki teoretyk muzyki.
- Thoinot Arbeau – (1519–1595), francuski pisarz i kompozytor.
- Jakob Arcadelt – kompozytor pochodzenia flamandzko-francuskiego.
- Pietro Aretino – pisarz włoski.

## B

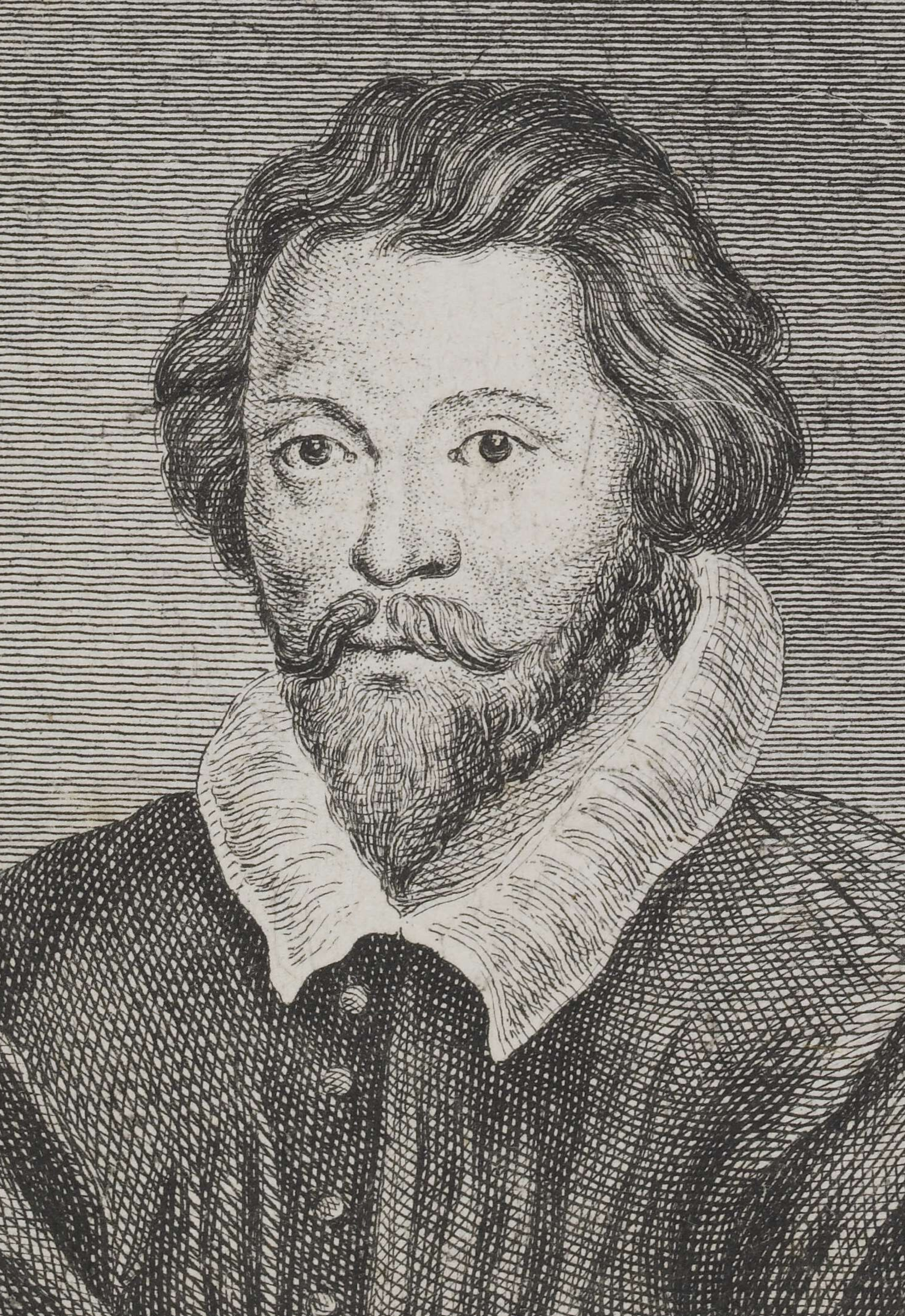
William Byrd

- Pierre Bayard – francuski bohater wojenny.
- Francis Beaumont – dramaturg angielski.
- Bernal Díaz del Castillo – hiszpański konkwistador i pamiętnikarz.
- Teodor de Bèze – francuski protestancki reformator religijny i teolog, następca Kalwina.
- Jean Bodin (1530–1596) – francuski prawnik, teoretyk państwa.
- Giovanni Botero – włoski pisarz polityczny.
- Tycho Brahe – duński astronom.
- William Byrd – angielski kompozytor i organista.
- Anna Boleyn – jedna z żon Henryka VIII Tudora, stracona jako czarownica.

## C

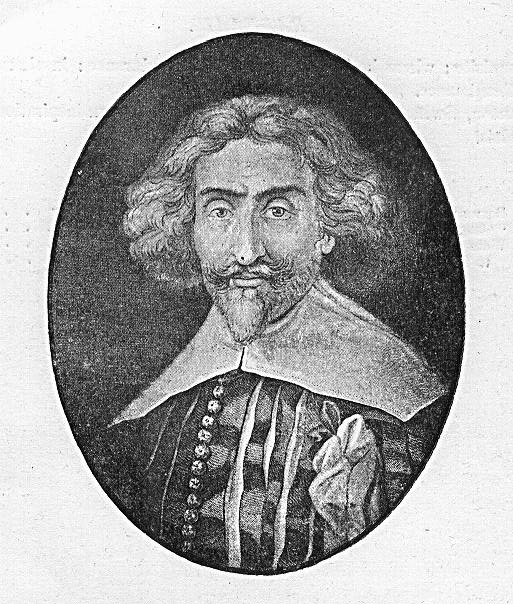
Miguel de Cervantes

- Sebastiano Caboto – odkrywca wenecki w służbie angielskiej. syn Giovanniego-Johna.
- Girolamo Cardano – włoski matematyk, astrolog i lekarz epoki renesansu.
- Jacques Cartier – francuski podróżnik i odkrywca.
- Miguel de Cervantes – prozaik hiszpański.
- John Colet – angielski uczony.
- Ludwik I Burbon-Condé – wódz francuski, pierwszy książę de Condé – założyciel domu Kondeuszy.
- Thomas Cranmer – duchowny i polityk angielski.

## D

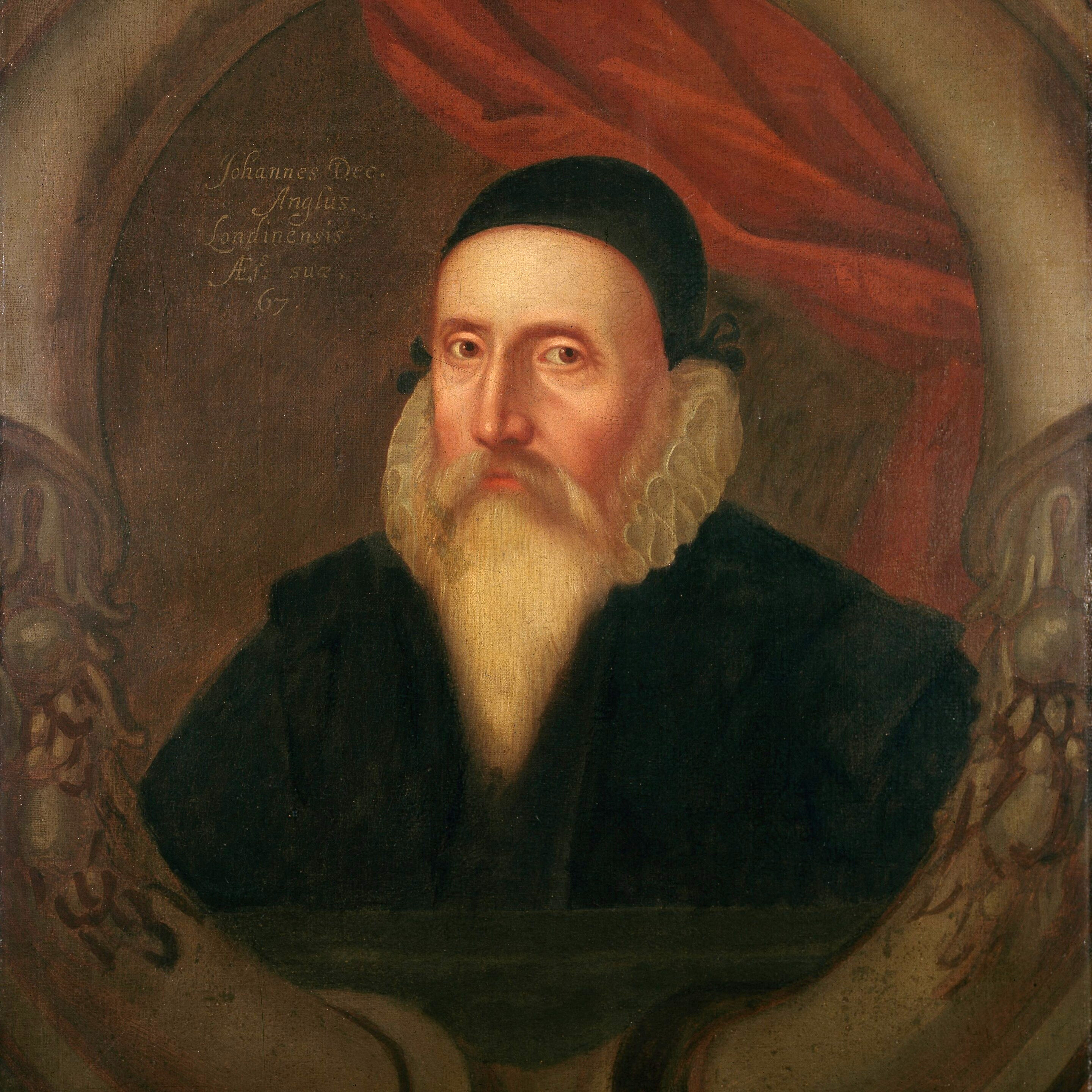
John Dee

- John Dee – astrolog królowej Anglii Elżbiety I.
- John Dowland – renesansowy kompozytor angielski.
- Francis Drake – angielski żeglarz, korsarz i żołnierz.
- Robert Dudley, 1. hrabia Leicester – faworyt królowej Elżbiety I Tudor.

## E

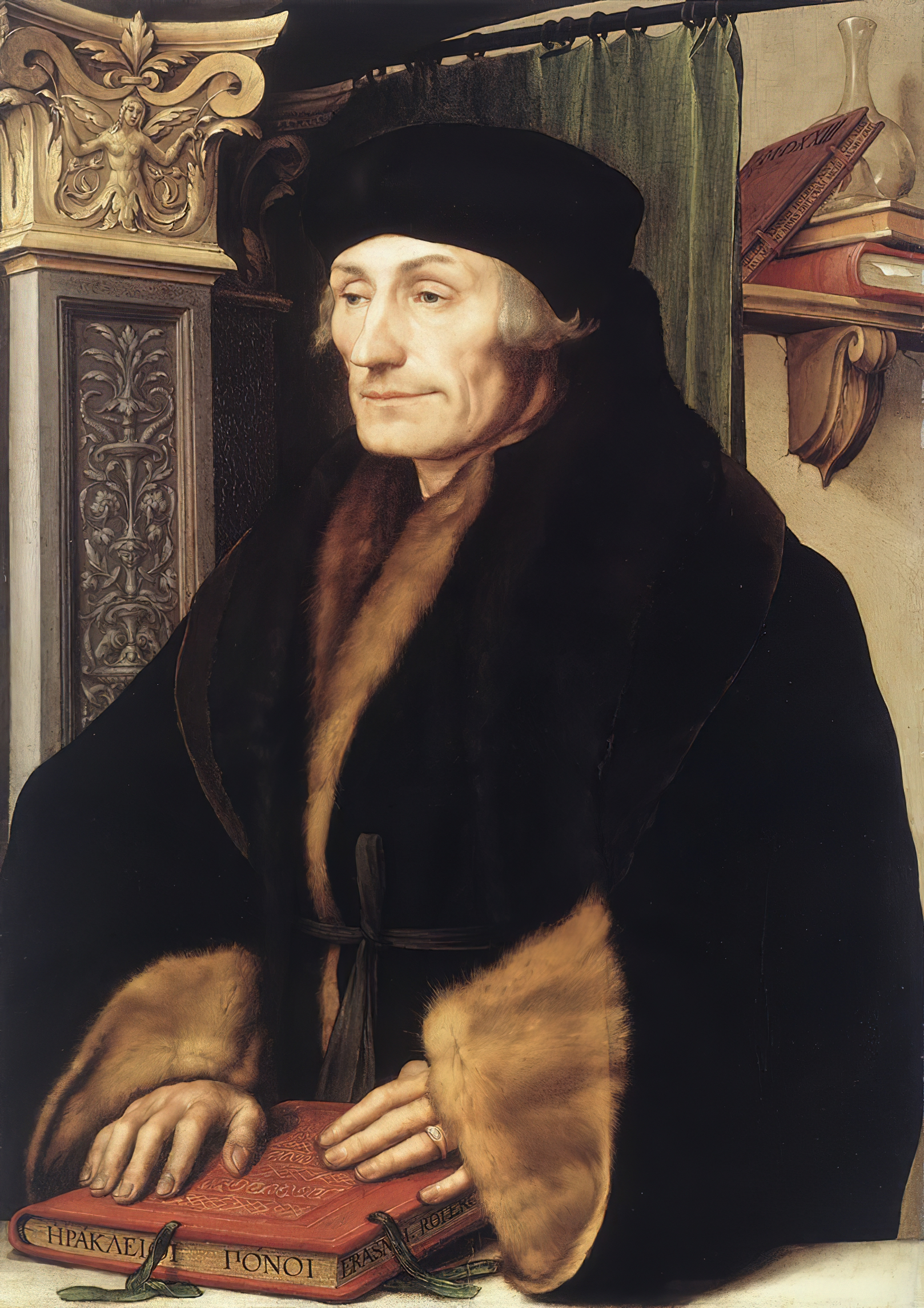
Erazm z Rotterdamu

- Erazm z Rotterdamu – holenderski uczony, prekursor Reformacji.
- Erazm Gliczner – przywódca luteran wielkopolskich.

## F
- Wilhelm Farel – francuski protestancki reformator religijny.
- John Fletcher – angielski dramaturg.
- Prospero Fontana – malarz włoski.
- Martin Frobisher – angielski żeglarz i odkrywca.
- Leonhart Fuchs – lekarz i botanik niemiecki.

## G
- Mikołaj Gomółka – polski kompozytor renesansowy.
- El Greco – malarz hiszpański greckiego pochodzenia.

## H

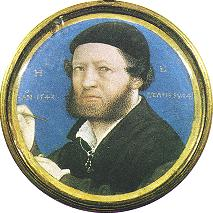
Hans Holbein

- Hans Holbein – malarz niemiecki w Anglii.
- Hans Holbein starszy – malarz niemiecki, ojciec poprzedniego.
- Katarzyna Howard – V żona Henryka VIII, ścięta.
- Hernan Cortez – konkwistador, zdobywca Meksyku, przez starożytnych Azteków był uważany za wcielenie Quetzalcoatla.

## J

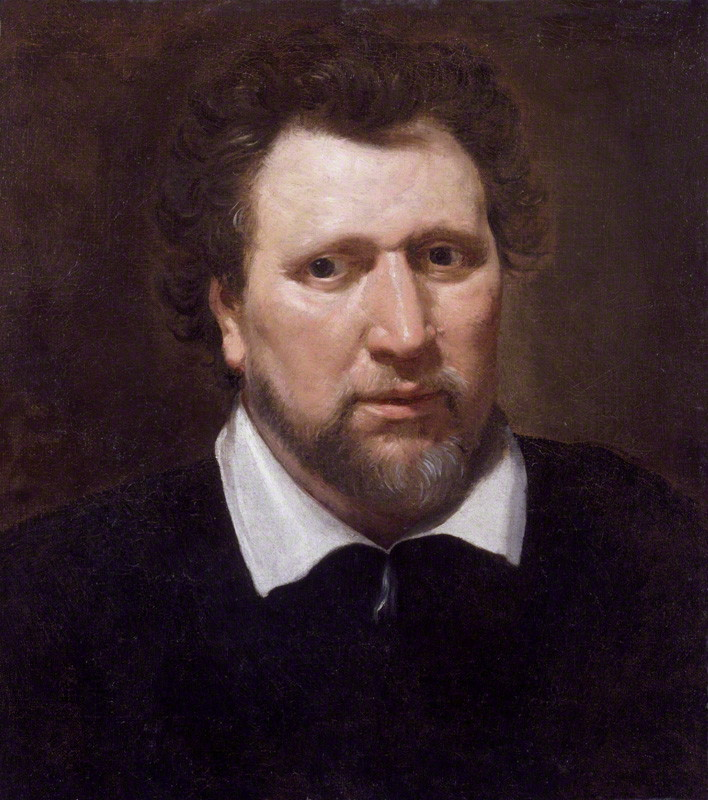
Ben Jonson

- Ben Jonson – dramaturg angielski.

## K

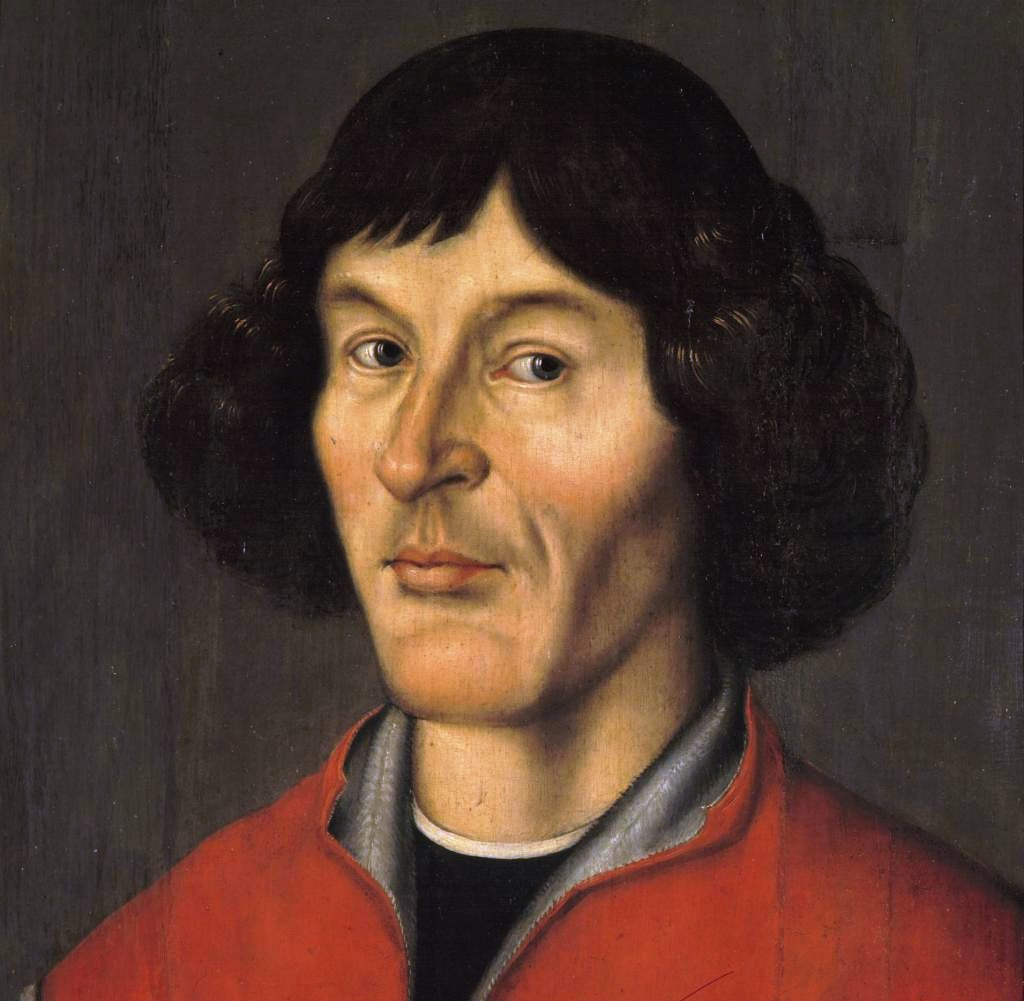
Mikołaj Kopernik

- Kalwin właściwie Jean Calvin – francuski reformator religijny osiadły w Szwajcarii.
- Katarzyna Aragońska – I żona Henryka VIII.
- Johannes Keppler – niemiecki astronom.
- Mikołaj Kopernik – polski astronom z Torunia.
- Jan Kochanowski – polski poeta.

## L

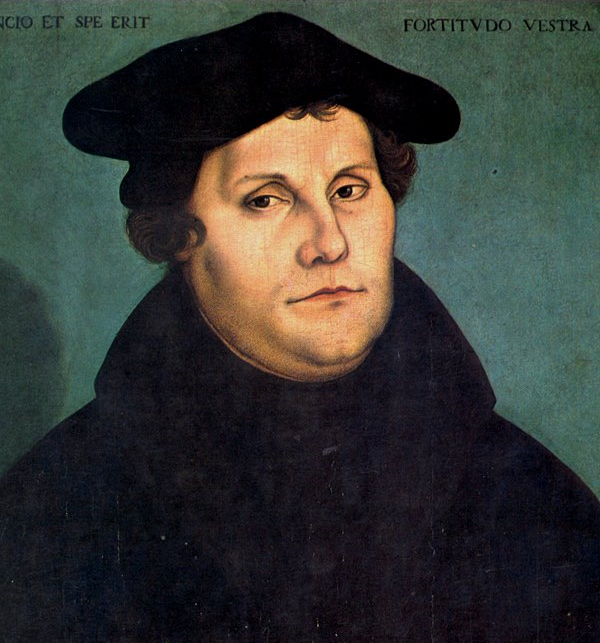
Marcin Luter

- Orlando di Lasso – belgijski kompozytor.
- Marcin Luter – niemiecki reformator religijny.
- Ruy López – hiszpański ksiądz, jeden z najsilniejszych szachistów XVI wieku.
- Św. Ignacy Loyola – hiszpański żołnierz i założyciel Jezuitów.

## Ł
- Jan Łaski (1456–1531) – prymas Polski, kanclerz wielki koronny, autor Statutów Łaskiego
- Jan Łaski (1499–1560) – duchowny katolicki, potem protestant i działacz reformacji

## M

Thomas More

- Niccolò Machiavelli włoski pisarz polityczny.
- Christopher Marlowe – dramaturg angielski.
- Filip Melanchton – reformator luterański.
- Michał Anioł Buonarroti – włoski rzeźbiarz i malarz.
- Andrzej Frycz Modrzewski – polski pisarz polityczny.
- Św. Thomas More – uczony angielski, katolicki święty-męczennik.

## N
- Hans Neusiedler – niemiecki kompozytor renesansowy.
- Nostradamus – francuski okultysta.

## P
- Paracelsus – słynny lekarz.

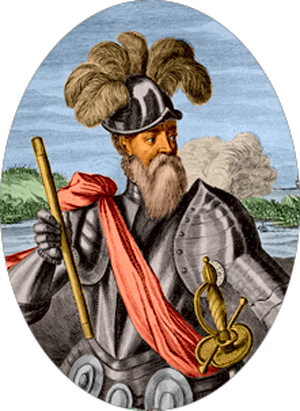
Francisco Pizarro

- Giovanni Pierluigi da Palestrina – kompozytor włoski epoki Renesansu.
- Katarzyna Parr – ostatnia z sześciu żon Henryka VIII.
- Francisco Pizarro – hiszpański zdobywca – konkwistador.
- Jacopo Pontormo – włoski malarz.
- Michael Prätorius – kompozytor niemiecki, jeden z prekursorów baroku.

## R
- Mikołaj Rej – poeta polski.

## S
- Claude de la Sengle – 48. mistrz zakonu Joannitów.
- William Szekspir – dramaturg angielski.
- Johannes Sleidan – humanista niemiecki.

## T
- Jacopo Tintoretto – włoski malarz.
- Tycjan – włoski malarz.

## U
- Jakub Uchański – arcybiskup Gniezna i sekretarz i zarządca dóbr królowej Bony.

## V

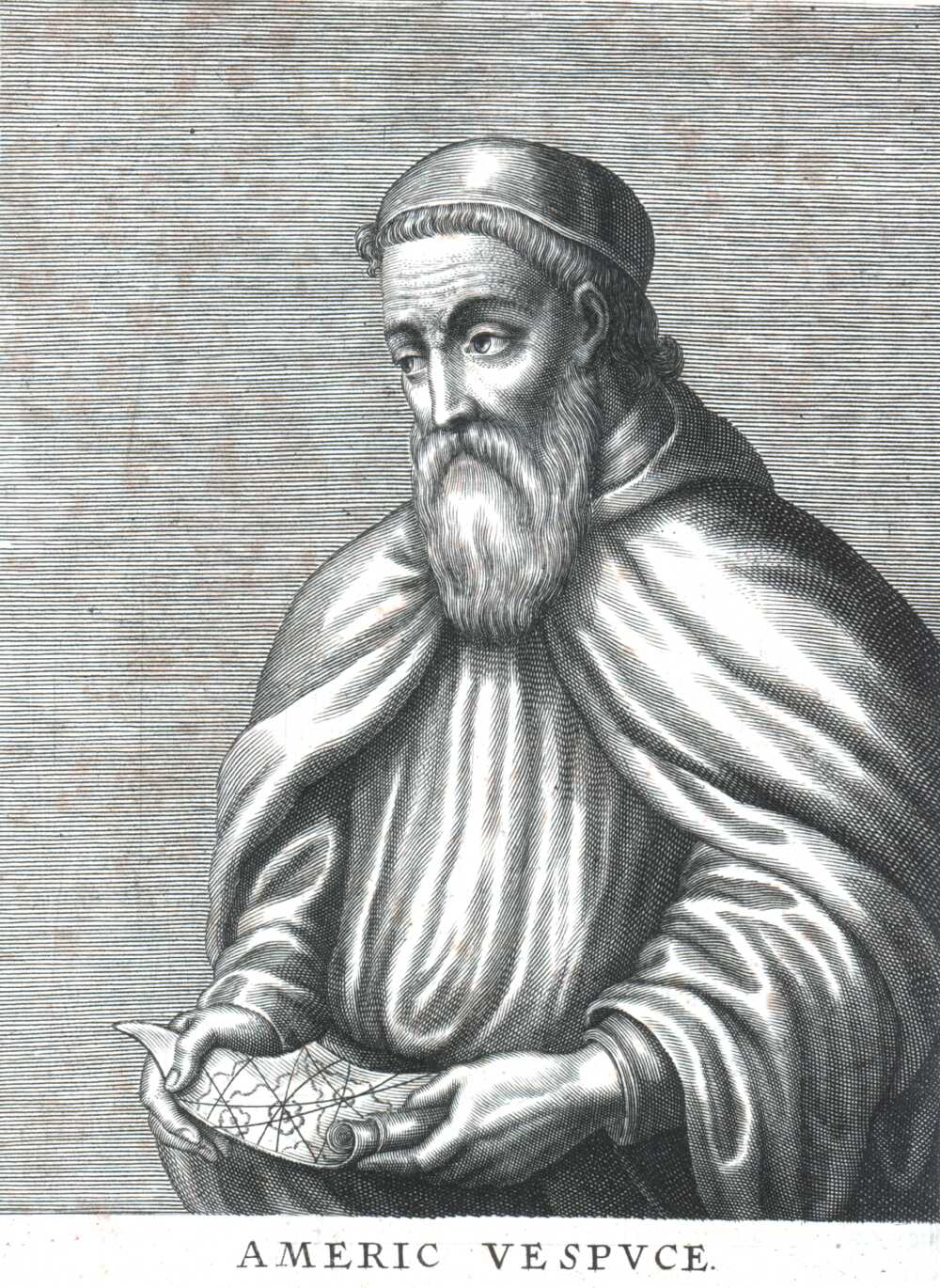
Amerigo Vespucci

- Amerigo Vespucci – włoski odkrywca.
- François Viète (1540–1603) – francuski matematyk

## W
- Wacław z Szamotuł – polski kompozytor.
- Józef Wereszczyński (1530–1598) – pisarz polityczny i kaznodzieja, biskup kijowski.

## Z
- Huldrych Zwingli – szwajcarski reformator religijny.